# Zackarias Anthelius
Zackarias Anthelius, född omkring 1583 i Sollefteå, död 11 september 1624 i Stockholm, var en svensk riksdagsman, borgmästare och, som dödsdömd för sin tros skull, av katoliker sedd som katolsk martyr. 

## Biografi
Zacharias Anthelius, som var bror till Johannes Olai Anthelius, begav sig som 22-åring till Tyskromerska riket och Olmük där han studerade vid ett jesuitkollegium tillsammans med tre andra svenskar. Han erbjöds senare av kung Sigismund i Polen att få komma till det tyska jesuitkollegiet i Rom, men avböjde detta.  
År 1614 återkom han till Sverige, blev 1615 magister i Graz och en kort tid konrektor vid Vasaskolan i Gävle innan han engagerades vid hertig Karl Filips kansli. Inom några år blev han borgmästare i Södertälje stad och även riksdagsman. I och med Örebro stadga, 1617 förbjöds på det strängaste katoliker att vistas i Sverige, men Anthelius hade inte avslöjat att han var katolik ens för sin hustru.  
År 1623 avslöjades att Anthelius var katolik och han greps tillsammans med en tysk jesuit Heinrich Schacht som vistades i riket illegalt samt den kungliga sekreteraren Göran Bähr, kallad Ursinius, också han kryptokatolik. Vid rättegången erkände Anthelius att han tillhörde den katolska kyrkan och trots att han hade sluppit dödsstraff om han avsvurit sig sin katolska tro valde han hellre döden. Efter att han redan dömts till döden skall han dock under svår tortyr till Laurentius Olai Wallius ha sagt sig acceptera den svenskkyrkliga evangelisk-lutherska läran, något som inte hindrade att dödsdomen verkställdes via halshuggning den 11 september 1624. 
Tina Westerlund utgav 2014 romanen Borgmästaren: en roman baserad på verkliga händelser.